# Ništavci
Ništavci (szerbül: Ништавци), falu Bosznia-Hercegovinában, Bosanska krajina területén, Prijedor községben, a Szerb Köztársaságban. 

## Fekvése
Bosznia-Hercegovina északnyugati részén, Banja Lukától légvonalban 39, közúton 67 km-re nyugat-északnyugatra, községközpontjától légvonalban 11, közúton 13 km-re délre, 145 – 300 méteres tengerszint feletti magasságban, a Szana folyó bal partján elterülő dombos területen fekszik. Több településrészből áll. Áthalad rajta a Prijedorból Sanskji Mostra menő főútvonal.

## Népessége
| Nemzetiségi csoport | Népesség 1991 | Népesség 2013 |
| ------------------- | ------------- | ------------- |
| Szerb               | 241           | 173           |
| Bosnyák             | 61            | 15            |
| Horvát              | 0             | 1             |
| Jugoszláv           | 4             | 0             |
| Egyéb               | 1             | 6             |
| Összesen            | 307           | 195           |

## Története
A régészeti leletek tanúsága szerint a település területén már az ókorban is éltek emberek. Ezt igazolják a klisinai kolostor közelében talált római épület alapfalainak maradványai.
Az eredeti, középkori kolostort, mely az Úr bemutatása (a templomban) tiszteletére volt szentelve, közvetlenül Bosznia török kézre kerülése után, 1463-ban elpusztították. A néphagyomány a romos kolostor emlékét maga Klisina nevével őrizte meg, amely a görög „ecclesia” (templom) szóból ered. A kolostort a törökök felgyújtották és kiűzték a szerzeteseket. A templomot később fából újjáépítették, olyannyira, hogy vasárnap és ünnepnapokon is lehetett benne istentiszteletet tartani.
A település 1878-ig tartozott az Oszmán Birodalomhoz, ekkor a berlini kongresszus határozata alapján az Osztrák-Magyar Monarchia része lett. 1879-ben az első osztrák-magyar népszámlálás során a Sanski Most-i járáshoz tartozó Ništavci településnek 13 háztartása és 9 ortodox lakosa volt. 1910-ben a Rasavci községhez tartozó településen 17 háztartást, 93 ortodox és 15 muszlim lakost találtak. A monarchia szétesésével 1918-ban előbb a Szerb-Horvát-Szlovén Királyság, majd 1929-től a Jugoszláv Királyság része. Jugoszlávia megszállása után a falu a Független Horvát Állam (NDH) része lett. 
1945-től a település a szocialista Jugoszlávia része volt. A boszniai háború idején a település a Boszniai Szerb Köztársasághoz tartozott. A daytoni békeszerződést követő területfelosztásnál a település Prijedor község részeként a Szerb Köztársaság területéhez került.

## Nevezetességei
- A Klisina kolostort a Szent Nagymártír Marinának, közismertebb nevén Tüzes Máriának szentelték és a régi kolostor helyén épült. A régi kolostor a török hódítás során pusztult el. Templomát évszázadokkal később török engedéllyel fából újjáépítették. A faépület plébániatemplomként működött egészen 1941-ig, amikor az usztasák felgyújtották. Ezután a falu lakói a Szana folyóba merítették a harangot, hogy megőrizzék a jobb időkre. A jelenlegi kolostortemplom alapozása során egy kis török kori fatemplom alapjait találták meg, és magában a templomban és környékén is találtak sírokat. Közvetlenül a háború után a templom romjain négy oszlopot állítottak és harangot akasztottak rájuk, így a nagyobb ünnepeken ott tartották az istentiszteleteket. Kezdetben egy kicsi, szerény, a plébánia igényeit kielégítő templom építését tervezték, 1991-ben azonban az új bihács-petrováci püspök ezt megváltoztatva egy sokkal nagyobb épületegyüttes építését határozta el. A kolostor templomát az 1991-től 1993-ig tartó időszakban építették az Oštra Luka-i Szentháromság plébániatemplom filiális templomaként. A templomot 1993-ban szentelték fel, a további építkezés azonban a boszniai háború miatt szünetelt és csak 2006-ban folytatódott. A kolostor kápolnája, amelyet Szent Szávának és Szent Simeonnak szenteltek 2008-ban épült.

- Klisina – ókori épület, középkori templom és temető maradványai. Római téglák töredékei és falmaradványok. A középkori templom az alapfalak alapján 11x7 méteres nagyságú lehetett. Faragott kövekből és travertinből épült. Megmaradtak az oltár menzájának és a harangnak a töredékei. A temetőben a 19. század végén végeztek ásatásokat, melyek során ékszerek, egy bronzlemezzel bevont fakereszt és több, különböző formájú bronz, ezüst és aranyozott gomb került elő. a maradványokat a római korra és a 13. – 15. századra keltezték.[4]

## Fordítás
- Ez a szócikk részben vagy egészben  a(z)   Манастир Клисина című szerb Wikipédia-szócikk ezen változatának fordításán alapul.  Az eredeti cikk szerkesztőit annak laptörténete sorolja fel. Ez a jelzés csupán a megfogalmazás eredetét és a szerzői jogokat jelzi, nem szolgál a cikkben szereplő információk forrásmegjelöléseként.